# トーマス・ストリート
トーマス・ストリート（Thomas Street または Streete、1621年3月15日 - 1689年8月27日）は、17世紀のイギリスの天文学の普及書Astronomia Carolinaの著者である。
アイルランドで生まれた。Excise office（税務局）の役人をしながら、他の天文学者の観測を助けた。1661に出版されたAstronomia Carolina:a new theorie of Coelestial Motions(『チャールズ王時代の天文学：天体運動の新理論』)はケプラーの法則を取り入れた17世紀後半の天文の解説書としてイギリスで最も普及した。1674年に追補版Appendix to Astronomia CarolinaとDescription and Use of the Planetary Systeme together with Easie Tablesを発表した。Astronomia Carolinaの1710年版はエドモンド・ハレーが改訂を行った。